# 金晏山
金晏山（1955年—），满族，中华人民共和国政治人物、第十一届全国政协委员。
担任辽宁省铁岭市政协副主席、铁岭市工商联主席。2008年，当选第十一届全国政协委员，代表少数民族界，分入第四十九组。并担任民族和宗教委员会专委。